# Jess Thomas
Jess Floyd Thomas (né le 4 août 1927 à Hot Springs, Dakota du Sud, États-Unis - mort le 11 octobre 1993 à San Francisco) est un Heldentenor américain.
Il est une star dans les années 1960 et jusque vers le milieu des années 1970, tenant la plupart des grands rôles de ténor wagnériens : en 1961 Parsifal avec Hans Knappertsbusch ; Lohengrin avec Rudolf Kempe en 1963 et avec Karl Böhm en 1965 ; en 1969 Siegfried avec Herbert von Karajan ; en 1976 Siegfried dans Le Crépuscule des dieux, avec Pierre Boulez.
Thomas fit d'abord des études de psychologie à l'université Stanford avant de se consacrer entièrement au chant. C'est sous l'impulsion du pédagogue Otto Schulman qu'il découvre sa voix et se lance dans une carrière lyrique. Il débute en 1957 à San Francisco dans le rôle du Majordome du Chevalier à la rose. En 1958, il part en Europe pour perfectionner sa technique auprès d'Emmy Seiberlich. Il entre alors dans la troupe de l'Opéra de Stuttgart, où il reste jusqu'en 1961, année de ses débuts au Festival de Bayreuth dans le rôle-titre de Parsifal sous la direction de Hans Knappertsbusch (représentation dont il existe un enregistrement, Philips). Il devient alors l'un des piliers du Festival, y chantant ensuite Lohengrin, Walther, Tannhäuser et Siegfried jusqu'en 1969 (année où il enregistre le rôle-titre de Siegfried dans l'intégrale de Herbert von Karajan), puis en 1976 pour le centenaire de la création de la Tétralogie avec Pierre Boulez et Patrice Chéreau.
Parallèlement, il se produit également à Munich, Vienne, Berlin, et apparaît régulièrement au Festival de Pâques de Salzbourg. En 1961 il est invité à la Deutsche Oper de Berlin pour chanter Radamès dans la production de Aida par Wieland Wagner. Il fait ses débuts au Metropolitan Opera de New York en 1962 dans le rôle de Walther von Stolzing dans Les Maîtres chanteurs de Nuremberg ; il chante ensuite régulièrement sur cette scène au cours des douze saisons suivantes (quatre-vingt-dix-sept représentations autour de quinze rôles). En 1963, son interprétation de l'Empereur dans La Femme sans ombre de Richard Strauss à Munich lui vaut d'être aussitôt nommé Kammersänger. L'année suivante, il reprend ce rôle à Vienne, et se produit au Festival de Salzbourg dans le rôle de Bacchus de Ariane à Naxos. En 1966 il participe à l'inauguration de la nouvelle salle du Met au Lincoln Center, avec la création d'Antony and Cleopatra de Samuel Barber. L'Opéra de Paris l'accueille à deux reprises : en 1967 dans le rôle de Siegmund, et en 1972 dans Tristan ; Covent Garden en 1969 et 1971. À partir de 1975, il chante à l'Opéra de Zurich. Il fait ses adieux à la scène en 1982.
En dehors de Florestan et de Samson, Jess Thomas s'est rarement aventuré hors des répertoires wagnérien et straussien. Rétrospectivement, il a parfois été critiqué pour son approche légère de ses personnages. La voix juvénile et fraîche, jugée « californienne », du chanteur est fréquemment comparée, à son désavantage, à l'expressivité tragique d'un Wolfgang Windgassen. Néanmoins, « d'un métal argenté dans l'aigu, [elle] est à la fois souple et vaillante et le musicien un pastelliste subtil. »
Il a marqué les grandes scènes lyriques des années 1960 et du début des années 1970. Son legs discographique reste cependant parcimonieux, mais comprend quelques enregistrements de référence, comme son Lohengrin avec Rudolf Kempe (EMI, 1963), ou Siegfried avec Herbert von Karajan (DGG, 1969), auxquels il faut ajouter plusieurs captations « live » d'opéras de Strauss.

## Filmographie partielle

### À la télévision
- 1983 : Wagner, série télévisée de Tony Palmer : Albert Niemann